# 23–27 North High Street

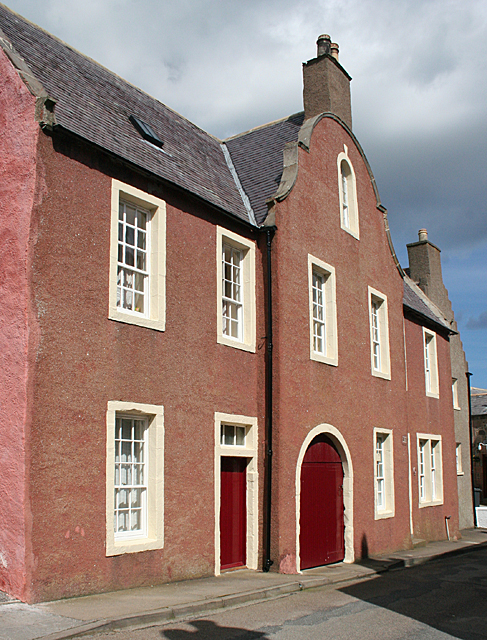
23–27 North High Street

Unter der Adresse 23–27 North High Street in der schottischen Ortschaft Portsoy in der Council Area Aberdeenshire befindet sich ein Wohngebäude. 1972 wurde das Bauwerk in die schottischen Denkmallisten in der höchsten Denkmalkategorie A aufgenommen.

## Beschreibung
Das zweistöckige Wohngebäude steht an der North High Street nahe dem Alten Hafen von Portsoy. Schräg gegenüber befindet sich das ebenfalls denkmalgeschützte Wohngebäude 16–20 North High Street. Das Gebäude wurde im Laufe der 1720er Jahre errichtet. Der Nordflügel wurde später hinzugefügt, woraus der heutige L-förmige Grundriss resultiert.
Seine ostexponierte Hauptfassade entlang der schmalen North High Street ist sechs Achsen weit. Sie ist mit Harl verputzt, wobei Natursteineinfassungen abgesetzt sind. In den Harl wurde fein gemahlener roter Stein aus der Umgebung eingebracht, woraus die tiefrote Farbe resultiert. Einst waren zahlreiche Gebäude in Portsoy dergestalt verputzt, von denen jedoch nur noch wenige Exemplare erhalten sind.
Der zwei Achsen weite Mittelrisalit schließt mit einem Schweifgiebel mit giebelständigem Kamin ab. In den Giebel ist ein Rundbogenfenster mit Schlussstein eingelassen. Am Fuße des Risalits befindet sich ein rundbogiges Tor, während die Eingangstüren, von denen eine mit einem schlichten Kämpferfenster ausgeführt ist, den Risalit flankieren. Mit Ausnahme des zu einem Zwillingsfenster erweiterten Fensters auf der rechten Achse sind die 15-teiligen Sprossenfenster symmetrisch angeordnet. Entlang der Gebäuderückseite sind hingegen meist kleinere 12-teilige Sprossenfenster eingelassen. Die Dächer sind mit Schiefer eingedeckt, wobei der First mit getöpferten Kappen abschließt.